# Le Jour où la pluie viendra
Le Jour où la pluie viendra est une chanson composée et interprétée par Gilbert Bécaud en 1957 ; les paroles sont de Pierre Delanoë. 

## Historique et contexte
Publiée tout d'abord dans une version pour jukebox en 1957, cette chanson est l'un des premiers standards mondiaux signé par Gilbert Bécaud. 
Elle devient The day the rains came en anglais, Am Tag, als der Regen kam en allemand, La Pioggia cadra en italien. 
La version anglaise de Jane Morgan dans une adaptation de Carl Sigman se classe no 1 du UK Singles Chart en janvier 1959 et no 21 du classement US Pop du Billboard Singles américain. 
Dalida a repris la chanson en allemand, en anglais, en français ou encore en espagnol et s'est classée à la tête des hit-parades de plusieurs pays.

## Version deDalida
Dalida a repris la chanson en plusieurs langues sous le titre Am Tag, als der Regen kam en allemand, Le jour où la pluie viendra en français ou encore La luvia por fin viendra en espagnol. En 1959, Dalida s'est positionnée n°1 des ventes en Allemagne, n°2 en Autriche, n°3 en Belgique et en Espagne. 
Le disque de la chanson Come prima, en face A, contrairement à Le jour où la pluie viendra qui est en face B, a été classé n°1 en Belgique. Dalida a même été présente aux États-Unis avec la version anglaise.
À ce jour, Am Tag Als Der Regen Kam est le plus gros succès de Dalida en Allemagne. Le titre s'est classé pendant 8 semaines à la tête des ventes et du hit-parade et fait partie des plus gros succès en Allemagne dans les années 1950.

### Classement hebdomadaire
| Version de Dalida (1957-1958) | Meilleure position |
| ----------------------------- | ------------------ |
| France                        | 1                  |
| Allemagne                     | 1                  |
| Autriche                      | 2                  |
| Québec                        | 2                  |
| Wallonie                      | 3                  |
| Espagne                       | 3                  |
| Italie                        | 27                 |

## Autres versions

### années 1950
- 1957 : Dalida - (Barclay 70116)
- 1957 : Gerhard Heinz en allemand (Philips 341 550)
- 1958 : Les Compagnons de la chanson - (Columbia - ESRF 1149)
- 1958 : Guylaine Guy  (RCA 76157)
- 1958 : Alix Combelle - (Philips 432 232)
- 1958 : Claude Bolling - (Philips 432 238)
- 1958 : Renée Gilbert - (Pacific 90 240)
- 1958 : Maria Remusat - (Decca 450 763)
- 1958 : Jane Morgan - en anglais The day the rains came + face B en français (Kapp 235)
- 1958 : Ronnie Hilton - en anglais The day the rains came (His master's voice 7XEA 19303)
- 1959 : Dalida en allemand Am Tag Als Der Regen Kam (Ariola 35686)
- 1959 : Nilla Pizzi en italien La Pioggia cadra (RCA Italiana, N 0901)
- 1959 : Renée Ray en allemand (Polydor 23 980)
- 1959 : Jenny Petra en allemand (Amiga 4 50 112)
- 1959 : Maureen Evans en anglais (Embassy 45-WB 316)
- 1959 : The Jones Boys en anglais (Columbia 45-DB 4217)
- 1959 : Jiří Vašíček en tchèqueV Ten Den, Kdy Se Vrátí Déšť (Regenballade) (Supraphon – 013028)

### années 1960
- 1960 : Max Greger en allemand (Polydor 21 034)
- 1962 : Helen Shapiro en anglais The day the rains came (Columbia SEG 8229)
- 1963 : Chico and the tigers en allemand (Amiga 4 50 403)
- 1964 : Petula Clark (Vogue PC 2 B (FR) /Pye VRL 3019 (UK))

### années 1970
- 1974 : Claudio Villa (Fonit)
- 1976 : Tammy Jones en anglais (EPIC 69195)
- 1974 : Dalida en allemand Am Tag Als Der Regen Kam (version disco) (Barclay MB 28113)

### années 1980
- 1980 : Barbara Sukowa en allemand (bande originale du film Lola, une femme allemande)

### années 2000
- 2006 : Tim Fisher en allemand Am Tag als der Regen Kam

### années 2010
- 2011 : Ayọ en anglais The day the rains came (Warner)
- 2011 : Karim Kacel (Reader's Digest)
- 2013 : Mélissa Bédard (Tandem)
- 2016 : Gilbert Montagné (EPM / Universal)
- 2017 : Bonnie "Prince" Billy : en anglais The day the rains came (Drag City)
- 2018 : Les Nouveaux Compagnons (Universal)